# Силе природе
Силе природе (енгл. „Forces of Nature“) је америчка романтична комедија из 1999. године са Беном Афлеком и Сандром Булок у главним улогама.

## Улоге
| Глумац       | Улога        |
| ------------ | ------------ |
| Бен Афлек    | Бен Холмс    |
| Сандра Булок | Сара Луис    |
| Мора Тирни   | Бриџет       |
| Стив Зан     | Алан         |
| Блајт Данер  | Вирџинија    |
| Рони Кокс    | Хејдли       |
| Мајкл Ферман | Ричард Холмс |